# Boanovatapakul
Boanovatapakul (Scytalopus gonzagai) är en nyligen beskriven fågelart i familjen tapakuler inom ordningen tättingar. Den förekommer endast i ett litet område i sydöstra Brasilien. IUCN listar den som starkt hotad.

## Utseende
Boanovatapakulen är en 12 cm lång typisk tapakul, det vill säga en knubbig kortstjärtad fågel med smal näbb. Adulta hanen är svartgrå ovan, dock mörkt brunbandad på övergump och övre stjärttäckare, liksom även på undre stjärttäckare och flanker. Resten av undersidan är också svartgrå, dock ljusare än ovansidan, mörkast på haka och strupe. Ögat är mörkbrunt, näbben svart och benen huvudsakligen svartare. Honan är något ljusare än hanen och är mer utbrett brunbandad.

## Utbredning och systematik
Arten förekommer i serras i södra Bahia i östra Brasilien. Den behandlas som monotypisk, det vill säga att den inte delas in i några underarter.

## Levnadssätt
Boanovatapakulen förekommer i undervegetation i fuktiga bergsskogar på mellan 660 och 1140 meters höjd, framför allt i mörka och tätt bevuxna raviner med Chusquea eller Merostachys. Den födosöker hoppande på marken, stenar, lågor och lågt hängande grenar, högst två meter ovan mark. Födan är okänd men tros bestå av insekter som hos övriga arter i familjen. Inget är heller känt om dess häckningsbiologi annat än att en hane i häckningstillstånd samlades in i slutet av augusti.

## Status och hot
Boanovatapakulen har ett mycket litet utbredningsområde och dess levnadsmiljö försvinner till följd av skogsavverkningar och bränder. Beståndet uppskattas bestå av mellan 1 000 och 2 500 vuxna individer. Internationella naturvårdsunionen IUCN kategoriserar den som starkt hotad.